# Васькино (Наро-Фоминский район)
Васькино — деревня в Наро-Фоминском районе Московской области, входит в состав сельского поселения Веселёвское. Численность постоянного населения по Всероссийской переписи 2010 года — 97 человек, в деревне числится 1 садовое товарищество. До 2006 года Васькино входило в состав Шустиковского сельского округа.
Деревня расположена в юго-западной части района, на безымянном правом притоке реки Протвы (местное название — Чёрный Ручей), примерно в 15 км к западу от города Верея, у границы с Можайским районом; высота центра над уровнем моря — 201 м. Ближайшие населённые пункты — Дубровка в 0,7 км на восток и Зубово в 1,5 км на юго-запад.